# Шеридан, Маргарет
Маргарет Шеридан (англ. Margaret Sheridan), полное имя Маргарет Элизабет Шеридан (англ. Margaret Elizabeth Sheridan; 29 октября 1926 года — 1 мая 1982 года) — американская актриса кино и телевидения начала 1950-х годов.
Более всего Шеридан известна по роли Никки Николсон в научно-фантастическом фильме «Нечто из иного мира» (1951). Она также сыграла значимые роли в таких картинах, как «Суд — это я» (1953), «Алмазный гений» (1954) и «Битва за любимую» (1954).

## Ранние годы и начало карьеры
Маргарет Шеридан родилась 29 октября 1926 года в Лос-Анджелесе. После окончания школы Шеридан работала стюардессой авиакомпании Flying Tiger airlines, а затем стала одной из ведущих топ-моделей Америки.
Около 1945 года её фото на обложке журнала привлекло внимание знаменитого режиссёра и продюсера Говарда Хоукса, который предложил ей роль в своём вестерне «Красная река» (1948), однако из-за беременности она в последний момент отказалась от роли. В 1949 году Хоукс готовил её на роли в фильмах «И восходит солнце» по Хемингуэю и в фантастическом фильме «Утренняя звезда» с Гэри Купером, однако оба проекта так и не были реализованы. В 1950 году Хоукс заключил с Шеридан пятилетний контракт, по которому в 1951 году она должна была сыграть с Грегори Пеком (затем заменённым на Кирка Дугласа) в фильме Хоукса «Левая рука Бога». В конечном итоге этот фильм вышел лишь в 1955 году в постановке Эдварда Дмитрика с Хамфри Богартом и Джин Тирни в главных ролях.

## Карьера в кинематографе
Шеридан дебютировала на экране в 1951 году в роли в классическом научно-фантастическом «Нечто из иного мира» (1951), продюсером которого был Хоукс. В этой картине она сыграла уверенную в себе секретаршу на научной арктической базе, сотрудники которой сталкиваются с неизвестным смертельно опасным существом. После выхода фильма на экраны кинообозреватель «Нью-Йорк Таймс» Босли Краузер назвал его лучшим фантастическим фильмом после «Франкенштейна», отметив игру группы начинающих актёров (среди них и Шеридан), имена «которых не долго останутся незнакомыми». В 2001 году картина была включена в Национальный реестр фильмов выбранных Национальным советом по сохранности фильмов для хранения в Библиотеке Конгресса США, а Американский институт кино включил фильм в список 100 лучших американских триллеров за 100 лет.
Год спустя, в военном фильме о Корейской войне «Минута до нуля» (1952) с Робертом Митчемом в главной роли Шеридан сыграла вторую по значимости женскую роль участливой жены полковника ВВС США. После двух этих фильмов Хоукс стал готовить Шеридан для работы в мюзиклах, организовав для неё ежедневные занятия по пению и танцам. Одновременно она училась в школе для агентов по торговле недвижимостью.
В 1953 году Шеридан сыграла одну из главных ролей в фильме нуар по роману Микки Спиллейна «Суд — это я» (1953), представ в образе «сладострастной секретарши Майка Хаммера Вельды». В этой картине Майк Хаммер, который решает отомстить за убийство своего боевого товарища, по ходу расследования раскрывает несколько преступлений, подвергается покушениям и избиением, сам избивает и убивает, общается с сексуальными красавицами, и, в конце концов, вычисляет убийцу своего друга. Фильм был плохо принят критикой, главным образом, из-за скучной игры Биффа Эллиота в роли Майка Хаммера. Так, кинообозреватель «Нью-Йорк Таймс» Говард Томпсон назвал «настоящей загадкой» тот факт, почему «на роль самого крутого частного сыщика в истории жанра продюсер выбрал именно Эллиота, юношу с открытым лицом и манерами второкурсника». С другой стороны, критик позитивно оценил игру группы актёров, среди них и Шеридан, которые «стараются изо всех сил». Современный историк кино Деннис Шварц также заключил, что главный недостаток картины заключается «в плохой актёрской игре Эллиота. Он не заметен на экране, и, кроме того, превращает своего героя-мачо в неубедительного безликого грубияна». Что же касается актрис, то, по мнению Шварца, «все они являются стереотипными сексуальными дамами, среди них Пегги Кастл, Маргарет Шеридан, Франсес Осборн, Мэри Андерсон, а также разгульные сёстры-близнецы Тани и Дрэн Зейтц». Другой современный критик Майк Кини среди прочих актёров позитивно оценил игру Шеридан в роли «секретарши, которая, как и все женщины в фильме, кажется, не в состоянии противостоять мужественному частному детективу».
Затем актриса сыграла в нуаровом детективе «Алмазный гений» (1954), съёмки которого происходили в Лондоне. Главный герой фильма, следователь Казначейства США (Деннис О’Киф) вместе со своим коллегой из Скотленд-Ярда (Филип Френд) ведёт в Лондоне розыск бандитов и грабителей, похитивших в США миллион долларов, выходя на подпольную лабораторию, разрабатывающую технологию производства искусственных бриллиантов. Шеридан сыграла в картине главную женскую роль дочери исчезнувшего американского профессора, который создал совершенный искусственный бриллиант. Одновременно она является предметом любовного интереса обоих следователей и принимает активное участие в расследовании.
После этой картины Шеридан сыграла в мелодраме «Битва за любимую» (1954) с участием Веры Майлз в роли наездницы, спасающей сломавшую ногу скаковую лошадь, которая после реабилитации снова становится чемпионом.
После этого кинокарьера Шеридан прервалась, окончательно завершившись в начале 1960-х годов. Последний раз Шеридан появилась на экране в камео-роли (без указания в титрах) в комедии Говарда Хоукса «Любимый спорт мужчин» (1964).

## Карьера на телевидении
В 1950—1960-е годы Шердиан сыграла также в нескольких телесериалах, среди них «Приключения Эллери Куина» (1952), «Городской детектив» (1953), «Театр четырёх звёзд» (1954), «Караван повозок» (1964) и «Боб Хоуп представляет Театр „Крайслер“» (1964).

## Актёрское амплуа и оценка творчества
Как отмечает Хэл Эриксон, «эффектная брюнетка Маргарет Шеридан была протеже режиссёра Говарда Хоукса, который в 1947 году предложил 20-летней актрисе роль в своём фильме „Красная река“ (1948), затем взял её в свой фильм „Нечто из иного мира“ (1951), и в начале 1950-х готов готовил её к звёздной карьере».
Актёр Роберт Николс вспоминал о совместной работе с актрисой на съёмках фильма «Нечто из иного мира»: «Маргарет Шеридан была милой, прекрасной леди, своего рода гастрольный вариант Энн Шеридан. Маргарет была очень уверенной в себе молодой женщиной. Она не была актрисой — до съёмок в этом фильме она была стюардессой. У неё был тип внешности, который любил Хоукс — смуглая кожа и красивые скулы. Она была забавной и очень милой, и со всеми отлично ладила».

## Личная жизнь
В 1946 году Шеридан вышла замуж за лётчика транспортной авиации Уильяма Ф. Паттисона. В 1947 году у них родилась дочь Энн Патриция, а в октябре 1951 года они развелись.
В 1953 году Шеридан вышла замуж за адвоката Пола Веллингтона Вайлдмэна. В 1956 году в браке родилась дочь Джулия Л., в 1958 году — дочь Эйлин М.. В середине 1960-х годов и в начале 1970-х годов Шеридан вместе с мужем и детьми участвовала в акциях по сбору средств на благотворительные цели. Этот брак сохранился до смерти Шеридан в 1982 году.

## Смерть
Маргарет Шеридан умерла 1 мая 1982 года в Ориндже, Калифорния, от рака лёгких.

## Фильмография
| Год  |   | Русское название                       | Оригинальное название                  | Роль                                                |
| ---- | - | -------------------------------------- | -------------------------------------- | --------------------------------------------------- |
| 1951 | ф | Нечто из иного мира                    | The Thing from Another World           | Никки Николсон                                      |
| 1952 | ф | Минута до нуля                         | One Minute to Zero                     | Мэри Паркер                                         |
| 1952 | с | Приключения Эллери Куина               | The Adventures of Ellery Queen         | Джулия Уорд (1 эпизод)                              |
| 1953 | ф | Суд – это я                            | I, the Jury                            | Вельда                                              |
| 1953 | с | Городской детектив                     | City Detective                         | Маргарет / миссис Нэйто (1 эпизод)                  |
| 1954 | ф | Битва за любимую                       | Pride of the Blue Grass                | Хелен                                               |
| 1954 | ф | Алмазный гений                         | The Diamond Wizard                     | Марлин Миллер                                       |
| 1954 | с | Театр четырёх звёзд                    | Four Star Playhouse                    | Джанет (1 эпизод)                                   |
| 1964 | ф | Любимый спорт мужчин                   | Man's Favorite Sport?                  | Мэгги, секретарша Кэдваладера (в титрах не указана) |
| 1964 | с | Караван повозок                        | Wagon Train                            | Джил (1 эпизод)                                     |
| 1964 | с | Боб Хоуп представляет Театр «Крайслер» | Bob Hope Presents the Chrysler Theatre | мисс Грин (1 эпизод)                                |